# Eye of the Zombie
Eye of the Zombie (englisch für Auge des Zombies) ist das fünfte Studioalbum des US-amerikanischen Rockmusikers John Fogerty, welches im Oktober 1986 erschien.

## Geschichte
Eye of the Zombie ist bereits ein Jahr nach Fogertys erfolgreichem Comebackalbum Centerfield im Jahre 1986 veröffentlicht worden. Die Produktion und das Arrangement übernahm er selbst und steuerte auch zahlreiche Instrumentalspuren bei. Nachdem das Album weder in den Charts noch bei Fachkritikern gut angenommen wurde, nahm er elf Jahre lang kein neues Album mehr auf und spielte außer dem an Creedence Clearwater Revival inspirierten Lied Change In The Weather auch kein Stück des Albums auf einem Konzert nach der Eye of the Zombie Tour im Jahr 1986.

## Titelliste
Alle neun Titel wurden von John Fogerty geschrieben und haben eine Gesamtlänge von knapp 44 Minuten.
1. Goin’ Back Home – 3:34
2. Eye Of The Zombie – 4:35
3. Headlines – 4:29
4. Knockin’ on Your Door – 4:18
5. Change in the Weather – 6:48
6. Violence Is Golden – 5:20
7. Wasn’t That a Woman – 4:12
8. Soda Pop – 5:54
9. Sail Away – 4:41

## Rezeption

### Kritik
Das Album wurde besonders wegen seiner als zu übermäßig mit Synthesizern beladen empfundenen Produktion kritisiert. Fachkritiker merkten zusätzlich an, dass das Album nach einem Schnellschuss wirke und die Texte sehr einfach und wenig geistreich seinen. So schreibt der Rolling-Stone-Redakteur Anthony Decurtis über das Lied Sail Away:

“The tune is clearly meant to reinstate the spiritual calm of 'Goin’ Back Home', but its message — that extraterrestrial escape on a 'silent ship' is the only way to deal with the grim world Fogerty envisions on the rest of the LP — is flatly dispiriting, a cartoon updating of gospel music’s yearning for redemption.”

„Das Lied ist eindeutig dazu gedacht, die spirituelle Ruhe von 'Going’ Back Home' wiederaufzunehmen, doch seine Nachricht – diese außerirdische Flucht auf einem 'stillen Schiff' ist nur ein Weg, mit der grauenvollen Welt zurechtzukommen, die Fogerty sich auf dem Rest der LP ausdenkt – ist rundweg entmutigend, ein Zeichentrickfilm, der die Sehnsucht der Gospelmusik nach Erlösung erneuern will.“

### Hitparadenplatzierung
Eye of the Zombie konnte alles in allem nicht an den Erfolg des Vorgängers Centerfield, welcher mehrere Nummer-1-Platzierungen erreichte, anknüpfen.
| Jahr | Land | Höchste Position |
| ---- | ---- | ---------------- |
| 1986 | US   | 26               |
| 1980 | UK   | —                |
| 1980 | DE   | —                |
| 1986 | AT   | 15               |
| 1986 | CH   | 15               |